# Lijst van afleveringen van SpongeBob SquarePants (seizoen 8)
Dit is een lijst van afleveringen van seizoen 8 van SpongeBob SquarePants. Dit seizoen telt 26 afleveringen. De eerste aflevering van dit seizoen werd op 26 maart 2011 in de Verenigde Staten uitgezonden. Door seizoen 8 werd SpongeBob SquarePants de langstlopende serie op Nickelodeon.
| Aflevering (seizoen) | Aflevering (serie) | Titel | Eerste uitzenddatum                      |
| -------------------- | ------------------ | --- | ---------------------------------------- |
| 1                    | 153                | Accidents Will Happen (Het bedrijfsongeval) The Other Patty (De flap burger)                                                                                      | 18 juli 2011 25 juni 2011                |
| 2                    | 154                | Drive Thru (De Krab-Drive) The Hot Shot (Laat los, blijf koel) | 19 juli 2011 18 juni 2011                |
| 3                    | 155                | A Friendly Game (Hole-in-one) Sentimental Sponge (Sentimentele troep)                                                                                             | 26 maart 2011 2 april 2011               |
| 4                    | 156                | Frozen Face-Off (Gekijf in de kou) | 15 juli 2011                             |
| 5                    | 157                | Squidward's School for Grown Ups (Patrick wordt volwassen) Oral Report (De spreekbeurt)                                                                           | 4 juni 2011 26 maart 2011                |
| 6                    | 158                | Sweet and Sour Squid (De fan) The Googly Artiste (Poppenogen) | 20 juli 2011 21 juli 2011                |
| 7                    | 159                | A SquarePants Family Vacation (Het SquarePants familieuitje) | 11 november 2011                         |
| 8                    | 160                | Patrick’s Staycation (Thuis op vakantie) Walking the Plankton (Op Planktoncruise) - Laatste aflevering van Bas Westerweel als de stem van Plankton.               | 8 november 2011 7 november 2011          |
| 9                    | 161                | Mooncation (Vakantie op de maan) Mr. Krabs Takes a Vacation (Meneer Krabs neemt vakantie)                                                                         | 10 november 2011 9 november 2011         |
| 10                   | 162                | Ghoul Fools (Spookachtig Gestoord) | 21 oktober 2011                          |
| 11                   | 163                | Mermaid Man Begins (Meerminman en Mosseljongen - Het begin) Plankton's Good Eye (Twee oog Plankton) - Eerste aflevering van Finn Poncin als de stem van Plankton. | 23 september 2011                        |
| 12                   | 164                | Barnacle Face (Parel en de eendenmossel) Pet Sitter Pat (Oppas Patrick)                                                                                           | 16 september 2011                        |
| 13                   | 165                | House Sittin' for Sandy (SpongeBob past op) Smoothe Jazz at Bikini Bottom (Easy-Jazz-Kikkers in Bikinibroek)                                                      | 30 september 2011                        |
| 14                   | 166                | Bubble Troubles (Zuurstof bubbels) The Way of the Sponge (Zo doet een sponsman dat)                                                                               | 25 november 2011                         |
| 15                   | 167                | The Krabby Patty That Ate Bikini Bottom (De krabburger die Bikinibroek opat) Bubble Buddy Returns (Glimmy Bubble)                                                 | 25 november 2011                         |
| 16                   | 168                | Restraining SpongeBob (Straatverbod voor Spongebob) Fiasco! (Een fiasco)                                                                                          | 2 april 2012 5 april 2012                |
| 17                   | 169                | Are You Happy Now? (Mooiste herinnering) Planet of the Jellyfish (Alles is kwallenvis)                                                                            | 31 maart 2012                            |
| 18                   | 170                | Free Samples (Nieuwe krabburgers) Home Sweet Rubble (Bouwval gezocht)                                                                                             | 6 april 2012 4 april 2012                |
| 19                   | 171                | Karen 2.0 (Karen 2.0) InSPONGEiac (Slapeloze nachten) | 13 april 2012 9 april 2012               |
| 20                   | 172                | Face Freeze! (Stramsnuit!) Glove World, R.I.P. (Handschoenland rust in vrede)                                                                                     | 21 juli 2012 3 april 2012                |
| 21                   | 173                | Squiditis (Inktvisziekte) Demolition Doofus (De Crashrally) | 11 april 2012 21 juli 2012               |
| 22                   | 174                | Treats! (Slaksnoep) For Here or to Go (Meenemen of Hier Opeten?)                                                                                                  | 10 april 2012 12 april 2012              |
| 23                   | 175                | It's a SpongeBob Christmas! (Het kerstfeest van de klieren) | VS: 6 december 2012 NL: 15 december 2012 |
| 24                   | 176                | Super Evil Aquatic Villain Team Up is Go (De Bende van Plankton) Chum Fricassee (Visragout)                                                                       | 14 oktober 2012 21 oktober 2012          |
| 25                   | 177                | The Good Krabby Name (De goede naam van de Krabburger) Move It or Lose It (De petitie)                                                                            | 3 september 2012 21 oktober 2012         |
| 26                   | 178                | Hello Bikini Bottom! (Hallo Bikinibroek) | 8 oktober 2012                           |